# Olympios
Olympios (en grec : ‘Oλυμπιoς), mort en 652, est exarque de Ravenne de 649 à 652, lors du règne de l’empereur byzantin Constant II (en grec Κώνστας Β'). À ce poste, il est précédé de Platon et suivi de Théodore Calliopas. En plus d’être chargé de l’exarchat, Olympios doit faire accepter le Typos aux évêques d’Italie et arrêter le pape Martin Ier qui n’a pas reçu l’autorisation de Constantinople pour prétendre au Saint-Siège. Après avoir échoué dans ces deux entreprises, l’exarque se rebelle contre Byzance, s’allie à Martin Ier et part en expédition en Sicile contre les Sarrasins. Il meurt de maladie en 652.

## Du poste de koubikoularios à exarque de Ravenne

L'empire byzantin vers 650.

### Vie professionnelle
Avant de devenir exarque, Olympios occupe le titre de koubikoularios à Constantinople aux côtés de l'empereur byzantin. Le koubikoularios est un eunuque palatial qui a pour tâche de servir le couple impérial dans sa chambre. Comme l'homme qui occupe ce poste est l’un de ceux en qui l’empereur a le plus confiance, il n’est pas étonnant qu’en 649, Constant II choisisse d’envoyer Olympios en Italie avec le titre d’exarque de Ravenne.
Il semble que le titre d'exarque soit le poste de l’autorité impérial en Italie le plus important et le mieux documenté par les sources qui nous sont parvenues. L’exarque de Ravenne était sous les ordres directs de l’empereur, tout comme le gouverneur de Sicile. Bien que distinctes, les territoires de Sicile et d’Italie opéraient une étroite collaboration tantôt pour se battre contre les Sarrasins en Sicile, tantôt pour mater les révoltes à Ravenne.
À Ravenne, il y avait l'un des ports de l’Adriatique où l’on bâtissait la flotte de guerre italienne. Une grande force militaire byzantine était sous les ordres de l’exarque tel qu’un corps d’armée et bien sûr, une flotte. Olympios jouissait d’un pouvoir local majeur et d’un poids important auprès de l’Empereur, en tant que plus haute autorité impériale d’Italie. L’historien A. Guillou mentionne l’importance de la ville de Ravenne pour Byzance par le fait que cette ville est le siège des milices urbaines d’Italie. L’exarque est le chef de l’administration militaire et civile, ce qui fait en sorte que le chef de Ravenne est, en somme, le chef de l'Italie entière.

## Byzance contre le Pape

### Le Typos de Constant II

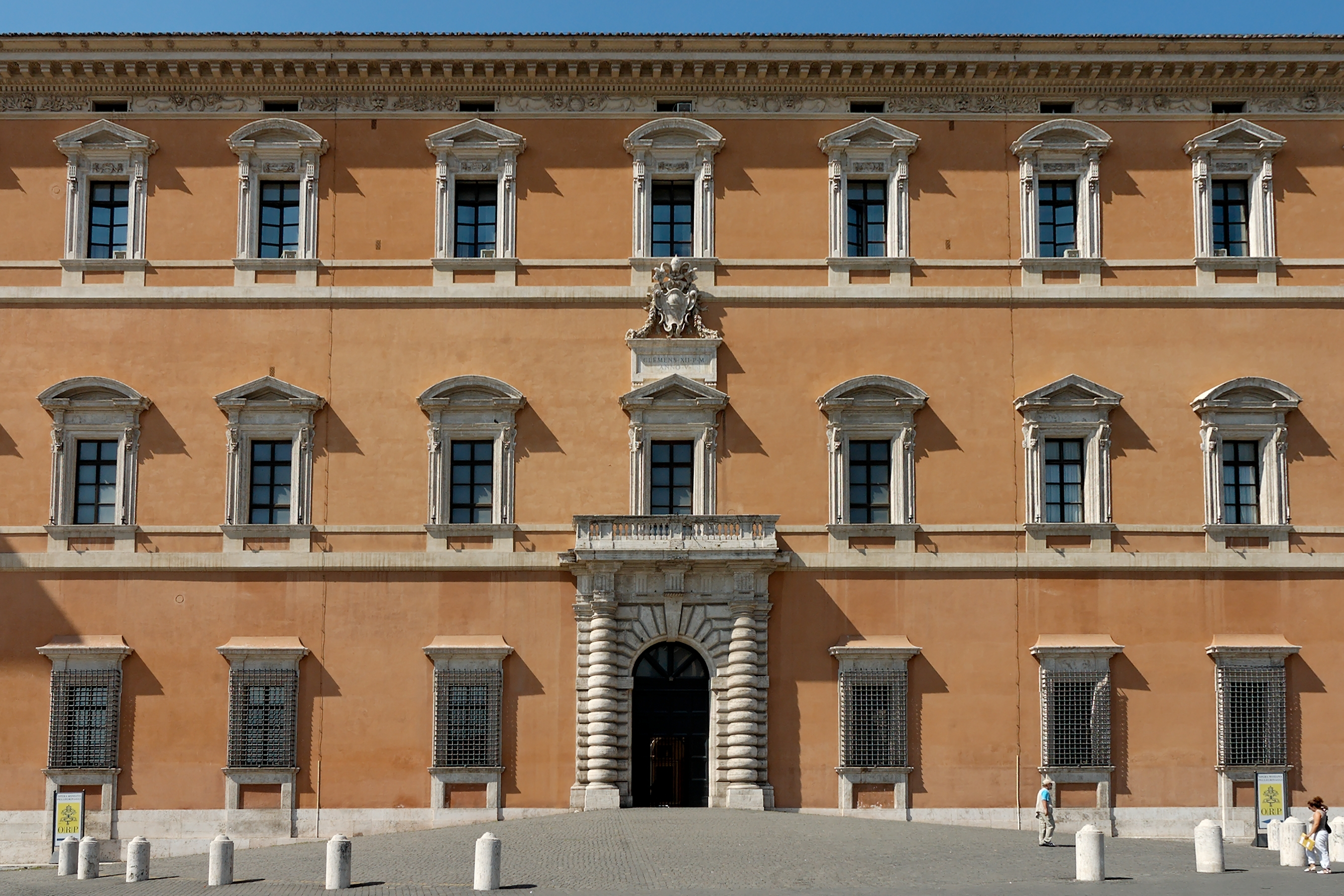
Façade ouest du Palais de Latran, Latran, Italie.

Constant II a confié, en 649, bien plus que le rôle d’archontat à Olympios. Le Liber Pontificalis nous livre les tâches ordonnées à l’exarque par l’empereur : « […] vous diffuseriez dans toutes les églises le Typos orthodoxe que nous avons rédigé et vous y feriez souscrire tous les évêques d’Italie ». De plus, Olympios était chargé d’arrêter le Pape Martin Ier s’il ne souscrivait pas au Typos, car ce dernier avait été élu sans recevoir l'approbation impériale de Byzance.
Le Typos est un édit impérial émis par Constant II en 648 qui concerne la foi, ayant pour objectif d’apaiser l’opposition à l’ecthèse et de finir le débat sur le monothélisme. L’ecthèse vise l’union des églises monophysites arméniennes, sévériennes d’Égypte et jacobites de Syrie, tandis que le monothélisme veut unifier l'Église chalcédonienne et les Églises des trois conciles. En somme, Constant II visait à établir une unanimité confessionnelle au sein de l’Empire romain pour éliminer les tensions religieuses. Ce débat est au cœur de plusieurs discordes entre Constantinople et Rome, ce qui mène le pape Martin Ier à convoquer le concile du Latran en octobre 649. À cette assemblée, le pape et 106 évêques d’Italie prennent officiellement position contre le monothélisme, condamnent l’ecthèse et rejettent en bloc le Typos de l’Empereur. L’Italie démontrait une vive opposition à l’édit impérial et l’exarque de Ravenne était chargé d’intervenir en cas de discorde entre Constantinople et l’Église romaine. L’empereur considérait le refus de souscrire à son édit comme un acte de haute trahison contre l’empire.

### La tentative d'assassinat de Martin Ier
La même année que l’obtention de son titre d’exarque, Olympios se rend directement à Rome pour soumettre le Typos au pape jugé illégitime. Quand il arrive sur place, le concile du Latran est en cours. Bien que l’exarque de Ravenne a une grande force militaire à son service, Platôn rapporte qu’Olympios devait tout de même, avant toute action contre Martin Ier, convaincre son armée que le Typos devait être adopté par l’Église de Rome. Une fois cette tâche accomplie, il aurait une autorité suffisante pour faire ratifier l’édit au clergé par la force. Une lettre de l’archevêque de Ravenne Maurus témoigne du climat tendu en Italie, provoqué par le débat autour du Typos. Alors que le concile de Latran est en cours, Maurus écrit au pape : 

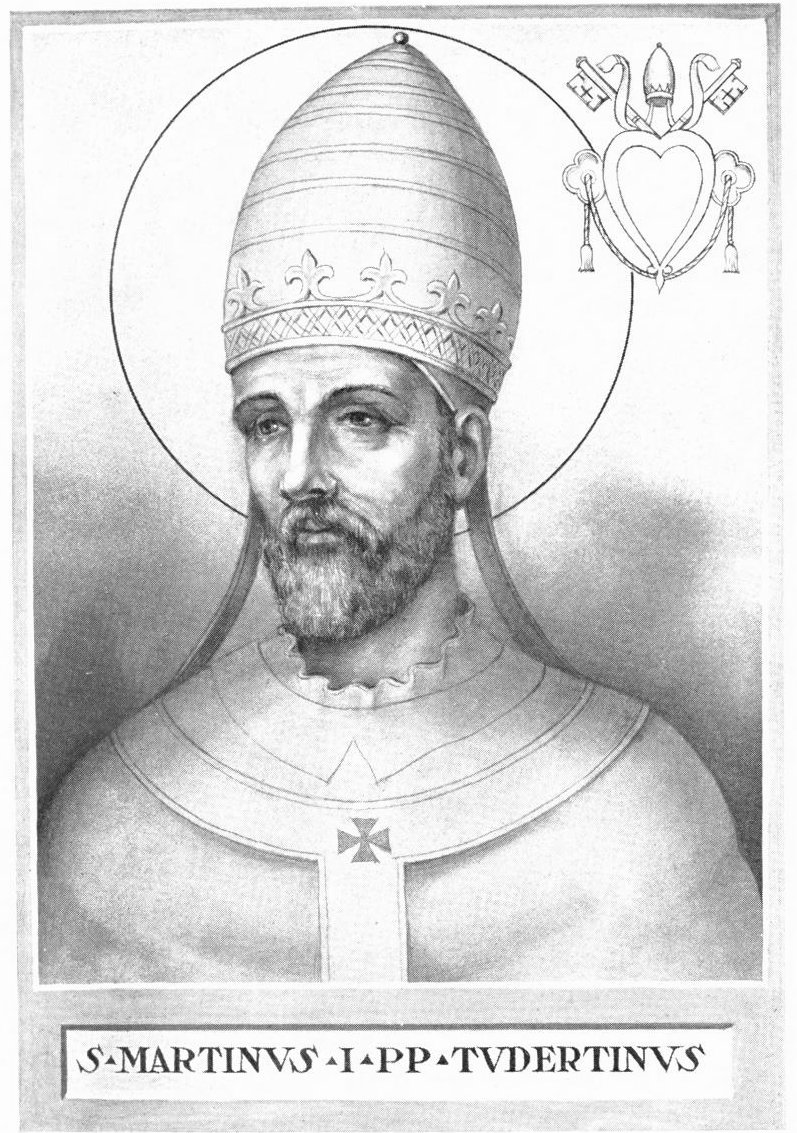
Le Pape Martin I^{er}.

« J’étais prêt à y aller (au concile de Latran) […] soutenir les préceptes des Pères de l’Église (contre le Typos), mais l’armée et la population de la ville de Ravenne et de la Pentapole m’ont empêché de partir par crainte d’éventuelles attaques des barbares qui sont proches et parce que l’exarque n’est pas encore arrivé ».
A. Guillou interprète ce passage comme la preuve d’un changement social en Italie vis-à-vis la milice locale et son pouvoir. Il montre que cette milice, bien qu’encadrée par l’armée byzantine, a un pouvoir régional considérable. Cette puissance explique pourquoi Olympios devait convaincre l’armée d’être de son côté et pourquoi celle-ci a le poids nécessaire pour empêcher l’évêque de quitter la ville. 

Lorsqu’Olympios rallie l’armée à son projet et se présente devant le pape, celui-ci, tout juste sorti du concile de Latran, signifie vigoureusement son opposition à la ratification du Typos. L’exarque doit donc exécuter les ordres de Constantinople et donner la mort au pape illégitime et traître Martin Ier. Olympios, lors d’une messe à Sainte-Marie, a chargé son porte-glaive de tuer Martin Ier lors de la communion. Le Liber Pontificalis nous rapporte cette tentative d’assassinat en des termes métaphoriques et à teneur religieuse :
« Mais le Dieu tout-puissant qui a l’habitude de protéger ses serviteurs orthodoxes et de  se présenta à lui la communion et pour la ''paix''. Le sang ne fut pas répandu et l’Église catholique ne fut pas submergée par l’hérésie ».
Pour Martin Ier, le Typos était manifestement une hérésie. La tentative d’Olympios de tuer le pape fut un échec et ses efforts pour rallier des évêques d’Italie à l’édit impérial sont vains. La quasi-totalité d’entre eux avait assisté au concile de Latran et s’était positionné en bloc contre l’édit de Constant II. Le manque de sources quant à la tournure des évènements qui suivent l’assassinat manqué de Martin Ier pousse les historiens aux déductions. Il semblerait qu’Olympios aurait, dès lors, pris le parti du pape pour se rebeller contre l’empereur byzantin.

## La rébellion d'Olympios

### Indépendant contre les Sarrasins
Selon plusieurs sources, Olympios aurait fait la paix avec le pape Martin Ier, aurait rejeté le Typos, en plus de proclamer l’exarchat de Ravenne comme indépendant,. Certains affirment qu’il aurait profité de la colère de Rome envers Byzance pour se rebeller contre l’empire, d’autres qu’il s’est allié au pape dans sa haine pour Constant II. Dans tous les cas, Martin Ier niera toujours avoir eu une affiliation avec Olympios ou de lui avoir apporté un soutien, quel qu’il soit. Le Liber Pontificalis mentionne qu’après sa proclamation d’indépendance, Olympios serait partie en Sicile pour repousser l’envahisseur sarrasin, avant de mourir :
« Une fois la paix conclue avec l’Église de Dieu, il [Olympios] rassembla son armée et passa en Sicile pour lutter contre les Sarrasins qui s’y trouvaient; Mais la faute ayant été commise, une grande mortalité sévit dans l’armée romaine (sic) et l’exarque mourut de maladie. »

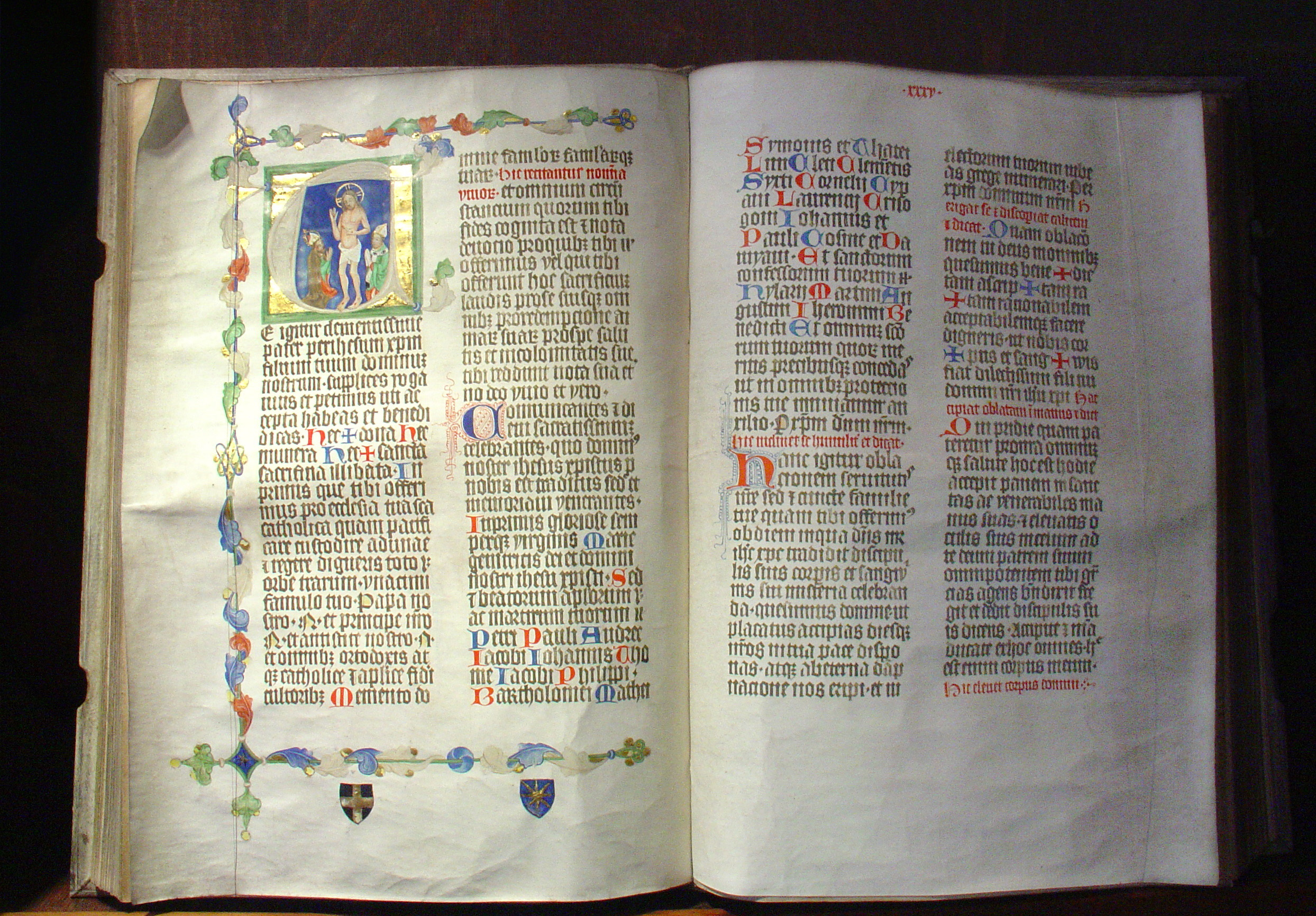
Le Liber Pontificalis.

L’historien Stratos qui fait une analyse des invasions arabes en Sicile remet en question cette version des faits reprise par les historiens de l’Italie byzantine. À la suite d'une analyse exhaustive des sources arabes, Stratos ne croit pas en la possibilité d’une attaque sarrasine en Sicile en 652, à cause d’un pacte de non-agression conclue entre les Arabes et les byzantins, signé par un prédécesseur d’Olympios. Pourtant, selon le tableau chronologique de Barni et des écrits de maints autres chercheurs, les Lombards attaquent la Sicile pour la première fois en 652, ce qui va dans le même sens que le Liber Pontificalis. Stratos soutient que les premiers raides Arabes en Sicile ne se déroulent pas avant le IXe siècle.
Stratos remet aussi en question l’expédition même d’Olympios en Sicile, n’y comprenant pas ses motivations à défendre ce territoire qui n’est pas sous sa juridiction. Grâce à une intervention de Martin Ier, Olympios signe aussi un pacte de non-agression avec le roi lombard Rotharis. Stratos pense que l’exarque ne voulait pas nécessairement prêter main-forte à la Sicile contre des envahisseurs, mais qu’il voulait surtout assurer la sécurité de cette frontière voisine de Constantinople. Son but était donc de protéger son propre territoire contre Constantinople.

### Son décès en 652
Le Liber Pontificalis nous livre que l’exarque et son armée meurent de maladie en Sicile. Selon Stratos, Olympios n’aurait jamais atteint la Sicile et serait mort de la peste sur la côte italienne sud en 652, période à laquelle la maladie avait pris des proportions épidémiques. Bien que les théories de Stratos sont contestées par plusieurs chercheurs tel que Jankowiak, la rébellion et la fin de la vie d’Olympios demeure peu documenté. Manifestement, il est mort de maladie avec son armée en 652.
Après la mort d’Olympios, Martin Ier est finalement arrêté en 653 à Rome par le nouvel exarque de Ravenne Theodore. Il est amené à Constantinople, ou il est condamné à mort pour avoir conspiré avec Olympios et envoyé de l’argent aux Arabes en Sicile. Finalement, il sera exilé à Cherson et déclaré martyr par l’Église romaine.

#### Sources imprimées
- M. Aubrun (trad.), Le livre des papes (492-891), Belgique, 2007.

#### Ouvrages de référence
- (en) Alexander Kazhdan (dir.), Oxford Dictionary of Byzantium, New York et Oxford, Oxford University Press, 1991, 1re éd., 3 tom. (ISBN 978-0-19-504652-6 et 0-19-504652-8, LCCN 90023208).

#### Études générales
- V. Karayiannia, Maxime le Confesseur essence et énergies de Dieu, Paris, 1993.
- G. Ostrogorski, Histoire de l’état de Byzance, Paris, 1983.

#### Études spécialisées
- H. Ahrweiler, Études sur les structures administratives et sociales de Byzance, Londres, 1971.
- G. Barni, La conquête de l’Italie par les Lombards, Paris, 1975.
- C. Diehl, Études sur l’administration byzantine dans l’exarchat de Ravenne (568-751), New-York, 1972.
- A. Guillou, Régionalisme et indépendance dans l’empire byzantin au VIIe siècle : l’exemple de l’exarchat et de la Pentapole d’Italie, Rome, 1969.
- M. Jankowiak, Essai d'histoire politique du monothélisme à partir de la correspondance entre les empereurs byzantins, les patriarches de Constantinople et les papes de Rome, Paris, 2009.
- R. Price (trad.), The Acts of the Lateran Synod of 649, Liverpool, 2014.

#### Articles de périodiques
- A. N. Stratos, « The Exarch Olympius and the Supposed Arab Invasion of Sicily in a.d.652 », JÖB, 1976.